# ЛУКОЙЛ-Ухтанефтепереработка
ЛУКОЙЛ-Ухтанефтепереработка (Ухтинский нефтеперерабатывающий завод) — нефтеперерабатывающее предприятие в городе Ухте Республики Коми.

## История
Завод был основан в конце 1933 — начале 1934 года в поселке Чибью. Изначально назывался Ухтинский нефтеперегонный завод. Переработка нефти в первый год работы составила 13112 тонн.
В 1939 году на Ухтинском НПЗ впервые введена в эксплуатацию атмосферная трубчатка (установка непрерывной атмосферной перегонки нефти). Ухтинский НПЗ также стал первым в перегонке тяжелой нефти с получением масел и полуасфальта.
Во время Второй мировой войны завод выпускал новые виды нефтепродуктов, использовавшиеся в качестве топлива для танков, самолетов, автомобилей, тракторов и флота.
С 1999 года завод входит в состав ОАО «ЛУКОЙЛ». Снабжается сырьём по нефтепроводу Уса — Ухта с месторождений «ЛУКОЙЛ-Коми».
9 января 2020 года в 16:49 (мск) на предприятии произошёл пожар на блоке ввода присадок (отдельный технологический объект). Пострадал один сотрудник. В 23 часа 20 минут объявлена локализация горения на площади 800 м.кв. 10.01.2020 г. в 00 часов 07 минут объявлена ликвидация горения. В ликвидации пожара принимали участие 104 человека и 19 единиц техники, в том числе пожарный поезд.

## Производство
Утвержденная мощность завода составляет 3,980 млн тонн нефти в год.
В технологическую схему предприятия входят установки по первичной переработке нефти АТ-1, АВТ, установка по выработке компонента высокооктанового бензина 35-11/300-95 с блоком изомеризации, установка получения высококачественного гидроочищенного и гидродепарафинированного дизельного топлива ГДС-850, установка висбрекинг и установка по производству битумов различных марок и, наиболее массовых, битумов дорожных улучшенных.
|                                    | 2000 | 2001  | 2002  | 2003  | 2004  | 2005  | 2006  | 2007  | 2008  | 2009  | 2010  | 2011  | 2012  | 2013  | 2014  |
| ---------------------------------- | ---- | ----- | ----- | ----- | ----- | ----- | ----- | ----- | ----- | ----- | ----- | ----- | ----- | ----- | ----- |
| Первичная переработка нефти, млн т | 3,57 | 3,51↘ | 3,61↗ | 3,62↗ | 2,89↘ | 3,41↗ | 3,56↗ | 4,14↗ | 3,81↘ | 4,24↗ | 4,10↘ | 4,50↗ | 3,73↘ | 4,00↗ | 3,99↘ |
| Выпуск товарной продукции, млн т   | 3,43 | 3,39↘ | 3,49↗ | 3,48↘ | 2,80↘ | 3,26↗ | 3,44↗ | 3,97↗ | 3,66↘ | 4,07↗ | 3,95↘ | 4,35↗ | 3,59↘ | 3,89↗ | 3,83↘ |

## Награды и сертификаты
ООО «ЛУКОЙЛ-УНП» за выпуск высококачественной товарной продукции неоднократно становилось победителем конкурса «Лучшие товары и услуги предприятий Республики Коми», дипломантом «100 лучших товаров России».
С 2005 года предприятие сертифицировано по международным стандартам: качества (ISO 9001:2008), промышленной безопасности (OHSAS 18001:2007) и экологии (ISO 14001:2004).

## Модернизация
В апреле 2000 года Совет директоров компании «ЛУКОЙЛ» утвердил Комплексную программу реконструкции и модернизации ОАО «ЛУКОЙЛ-Ухтанефтепереработка».
В программе перед предприятием поставлены приоритетные задачи:
- увеличить глубину переработки нефти до уровня не ниже среднеотраслевого;
- довести качество продукции до уровня требований европейских спецификаций;
- решить экологические проблемы.

В соответствии с программой на развитие предприятия Компанией направлено более десяти миллиардов рублей, что позволило коренным образом модернизировать первичную переработку нефти, организовать производство топлива для реактивных двигателей (авиакеросин), построить и освоить впервые в России комплекс гидродепарафинизации дизельных топлив, крайне важный при переработке высокопарафинистых нефтей Тимано-Печоры.
В 2003 году введена в эксплуатацию установка ГДС-850 — первый отечественный проект, в котором реализована технология гидродепарафинизации дизельного топлива, совмещенная с глубокой гидроочисткой его от серы, позволяющая выпускать дизельное топливо с ультранизким содержанием серы в соответствии со стандартами Евро-4 и Евро-5.
В 2004 году в эксплуатацию введен комплекс железнодорожной эстакады слива нефти и налива темных нефтепродуктов, который позволил существенно (до 4 миллионов тонн в год) увеличить отгрузку нефтепродуктов.
В 2007 году на заводе досрочно был введен в эксплуатацию очередной важнейший объект: установка висбрекинга проектной мощностью 800 тысяч тонн в год. С вводом установки один из главных показателей производства — глубина переработки нефти, завод получил значительный экономический эффект. В комплексе с висбрекингом была построена единая операторная, куда постепенно перейдет все управление производственным процессом.
В 2009 году введена в эксплуатацию установка изомеризации, позволившая ООО «ЛУКОЙЛ-УНП» приступить к выпуску экологически чистых бензинов ЕВРО-4.
В 2012 году на заводе осуществлена реконструкция одной из старейших установок завода — АВТ.